# Lupersat
Lupersat é uma comuna francesa na região administrativa da Nova Aquitânia, no departamento de Creuse. Estende-se por uma área de 32,64 km². Em 2010 a comuna tinha 306 habitantes (densidade: 9,4 hab./km²).